# Affare del duca d'Enghien

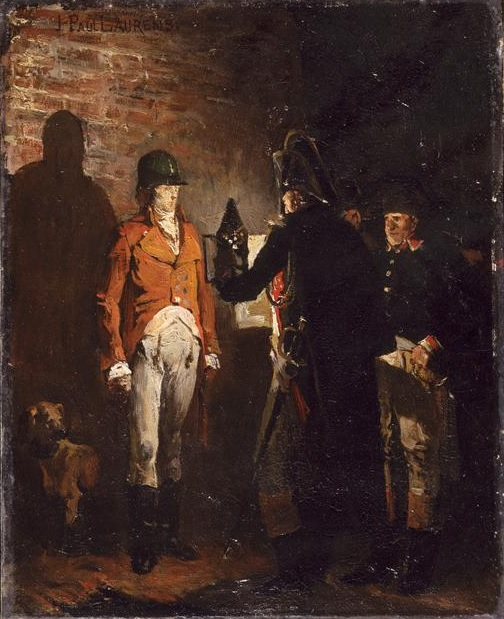
Il duca d'Enghien presso il fossato di Vincennes, dipinto di Jean-Paul Laurens (1873).

L'affare del duca d'Enghien fu il processo conclusosi con l'esecuzione (presso il fossato del castello di Vincennes il 21 marzo 1804) di Luigi Antonio di Borbone-Condé, duca d'Enghien, nipote dell'ultimo principe di Condé, in seguito ad un'operazione della polizia segreta diretta da Savary e condotta dal generale Michel Ordener.

## Contesto
Nel 1803, quando riprese la guerra con il Regno Unito, il potere di Napoleone Bonaparte era ancora troppo fragile e sottoposto a troppe minacce, esterne ed interne, in particolare a causa dei molti attentati perpetrati dai realisti contro la sua persona. Alla fine del 1803, gli inglesi ed i realisti avevano pensato di organizzare un grande colpo di Stato per rovesciare il regime napoleonico. Il 29 febbraio 1804 venne scoperta un'importante cospirazione contro il primo console di Francia, al punto che Parigi piombò come in uno stato d'assedio con truppe ad ogni crocicchio.
Talleyrand, sospetto agli occhi del Bonaparte per la sua natura aristocratica, denunciò falsamente il duca d'Enghien a Napoleone in un colloquio avvenuto l'8 Marzo 1804, utilizzando la faccenda per rafforzare la sua posizione. Nelle sue memorie, il Bonaparte indica che fu proprio Talleyrand a decidere l'arresto del duca d'Enghien, ma rivendicò l'esecuzione come una sua decisione personale.. L'esecuzione del giovane duca aveva infatti l'obbiettivo di demoralizzare i realisti francesi che si opponevano al Consolato.

## Il progetto
Il progetto prese forma a partire dal tentativo di assassinio perpetrato ai danni del primo console nell'ottobre del 1803, detto anche "cospirazione dell'anno XII". L'attentato, organizzato da Georges Cadoudal e dal generale Jean-Charles Pichegru, implicava anche il generale Jean Victor Marie Moreau. A seguito degli interrogatori, condotti da Pierre-François Réal, consigliere di stato incaricato della questione, Cadoudal rivelò che i complottanti erano in attesa di un giovane principe di sangue reale. Questo principe avrebbe potuto verosimilmente essere il conte di Polignac o il conte d'Artois, ma il nome del duca d'Enghien sembrò essere il più probabile. Dalla Rivoluzione, infatti, il giovane duca si era stabilito ad Ettenheim, nell'Elettorato di Baden, ma solo a qualche chilometro dalla frontiera francese. Savary, capo della polizia segreta francese, decise su ordine del Bonaparte di farlo prelevare dalla sua residenza.
L'obiettivo era quello di spingere i congiurati a commettere delle imprudenze nel tentativo di salvare il duca d'Enghien, madame de Reich, Dumouriez e un colonnello inglese. Vennero quindi lanciate due missioni: una verso Ettenheim, diretta dal generale Ordener, e l'altra verso Offenburg, comandata dal generale Caulaincourt.

### Il rapimento del duca

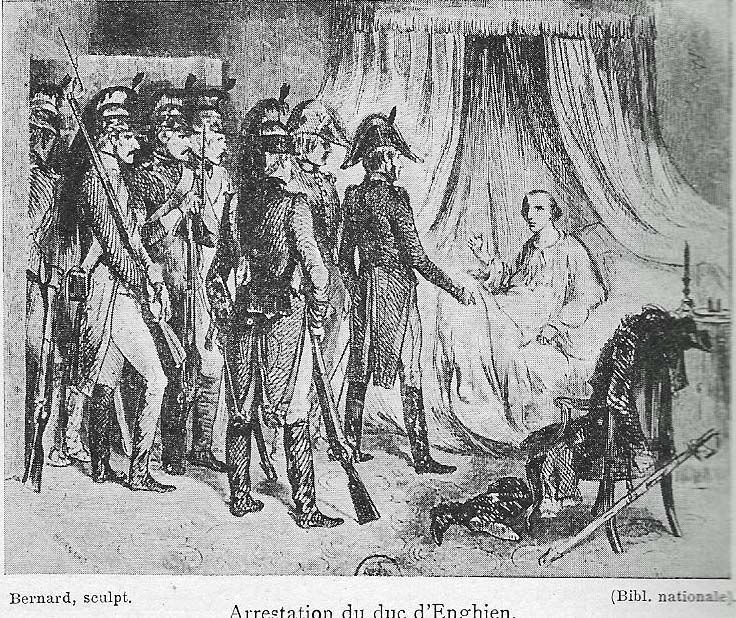
Il duca d'Enghien arrestato nella sua casa di Ettenheim.

Il 15 marzo 1804, un distaccamento di un migliaio di uomini del 22º reggimento dragoni (con in testa il colonnello Jean Augustin Carrié de Boissy) lasciò il Reno a Rhinau, si diresse verso Ettenheim, a 10 km dalla frontiera francese, e rapì il duca. Venne portato dapprima a Strasburgo e poi a Vincennes dove giunse il 20 marzo.

### Le missioni di Caulaincourt
Il generale Caulaincourt, aiutante di campo del primo console francese, ricevette da Berthier, ministro della guerra, l'ordine di arrestare il barone de Reich. Ricevette pure da Talleyrand, ministro degli esteri, una lettera per il barone d'Edelsheim, primo ministro dell'elettore di Baden, all'epoca alleato con la Francia, in quanto questa prima parte dell'operazione si svolgeva effettivamente su suolo straniero. Per Caulaincourt si trattò di una missione "diplomatica".

### Persone arrestate
Il cittadino Charlot, capo del 38º squadrone della gendarmeria, nel suo rapporto al generale Moncey, primo ispettore generale della gendarmeria, fece un elenco degli arrestati nel corso dell'operazione:
- Luigi Antonio Enrico di Borbone, duca d'Enghien, il generale marchese de Thumery, il colonnello barone de Grunstein, il tenente Schmidt
- L'abate Wenborm, assistente dell'anziano vescovo di Strasburgo ed il suo segretario, l'abate Michel.
- I domestici che continuavano a servire il duca: Jacques, suo segretario, Simon Ferrand, suo valletto di camera, ed i domestici Pierre Poulain e Joseph Canon, oltre al suo cane Mohiloff.
- A Parigi, tramite speciali inviati, vennero arrestati anche madame e madmoiselle Lajolais, rispettivamente moglie e figlia del generale Frédéric Michel Lajolais, oltre all'amante del generale, Thérèse Jacquet de Saint-Dié, che venne scoperta nel corso delle indagini. L'abate Aymar, gran vicario del cardinale de Rohan, e madame Kinglin d'Essert vennero arrestati nel contempo. M. Briançon, émigré e controllore della posta delle lettere di Strasburgo, e M. Boug d'Orschwiller, ex-capitano della Légion noire de Mirabeau, vennero arrestati a Colmar.
- Il cane del duca, Molihoff (un carlino), seguirà il suo padrone nell'esecuzione; verrà imbalsamato e sarà esposto nel 1932 in un'esposizione retrospettiva al castello di Vincennes, al padiglione Marsan.

## Il tribunale militare
Il 27 ventoso, il duca venne tratto dalla prigione di Strasburgo alla 1.00 di notte per partire in direzione di Parigi. Giunse all'hôtel de Galiffet, n. 84, a rue du Bac, dove era situato all'epoca il ministero degli esteri napoleonico, ma non venne nemmeno fatto scendere dalla vettura e venne direttamente condotto al castello di Vincennes verso le 17.30 del 28 ventoso.

### La composizione del tribunale

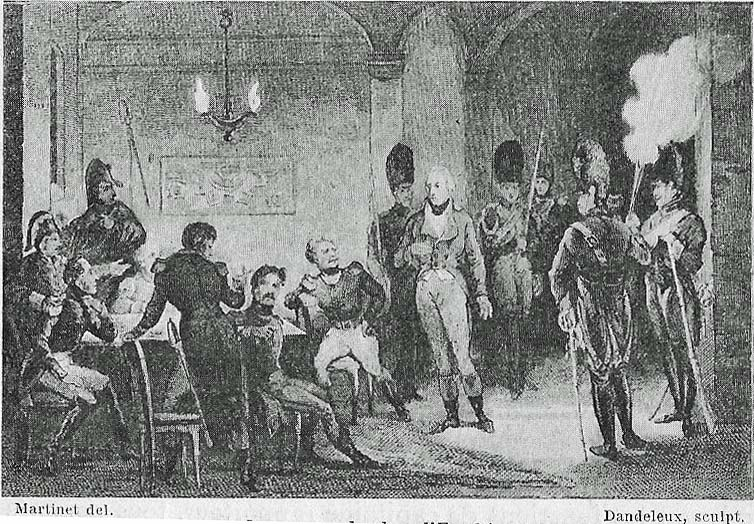
Il duca d'Enghien davanti ai suoi giudici.

Istituito da Murat, governatore di Parigi, il tribunale militare chiamato a giudicare il duca era così composto:
- generale Pierre-Augustin Hulin, comandante dei granatieri a piedi della Garde des consuls, presidente;
- colonnello Guiton del 1º reggimento corazzieri;
- colonnello Bazancourt del 4º reggimento di fanteria di linea;
- colonnello Ravier del 18º reggimento di fanteria di linea;
- colonnello Barrois del 96º reggimento di fanteria di linea;
- colonnello Rabbe, comandante del 2º reggimento della garde municipale;
- maggiore Dautancourt della Gendarmerie d'élite, come relatore

Venne fatto il nome anche del colonnello Colbert, della gendarmerie d'élite, ma dal momento che questi non poté presentarsi, venne sostituito dal colonnello Bazancourt o da Dautancourt.
I membri del tribunale vennero nominati senza conoscere l'oggetto della discussione; ricevettero il testo dell'accusa una volta sul posto.

### Protezione del tribunale
Il generale Savary, aiutante di campo del primo console e colonnello della Légion de gendarmerie d'élite, nel timore di eventuali incursioni, schierò una brigata di fanteria attorno e all'interno del castello dove si sarebbe tenuto il giudizio.

### Il giudizio
La sera stessa la commissione, presieduta dal generale Hulin, sulla base del solo documento di accusa e senza alcun difensore, firmò la condanna a morte del duca d'Enghien. Il testo, pubblicato da Le Moniteur universel riassunse così i capi d'accusa:
- aver portato l'armi contro la Repubblica Francese;
- aver offerto i propri servigi al governo inglese, nemico del popolo francese;
- aver ricevuto ed accreditato presso di lui degli agenti del governo inglese, aver loro procurato del denaro e delle informazioni sulla Francia, ed aver cospirato contro la sicurezza interna ed esterna dello stato;
- essersi messo alla testa di un gruppo di émigrés francesi ed altri, assoldati dall'Inghilterra per formare un esercito alla frontiera con la Francia, nella città di Friburgo e nel Baden;
- aver svolto delle missioni di intelligence nella città di Strasburgo, tendenti a sollevare i dipartimenti circonvicini per poter operare un diversivo favorevole all'Inghilterra;
- essere uno degli autori e complici della cospirazione tramata dagli inglesi contro la vita del primo console, con l'intento di rientrare in Francia al successo di quell'attentato.

### Il verdetto

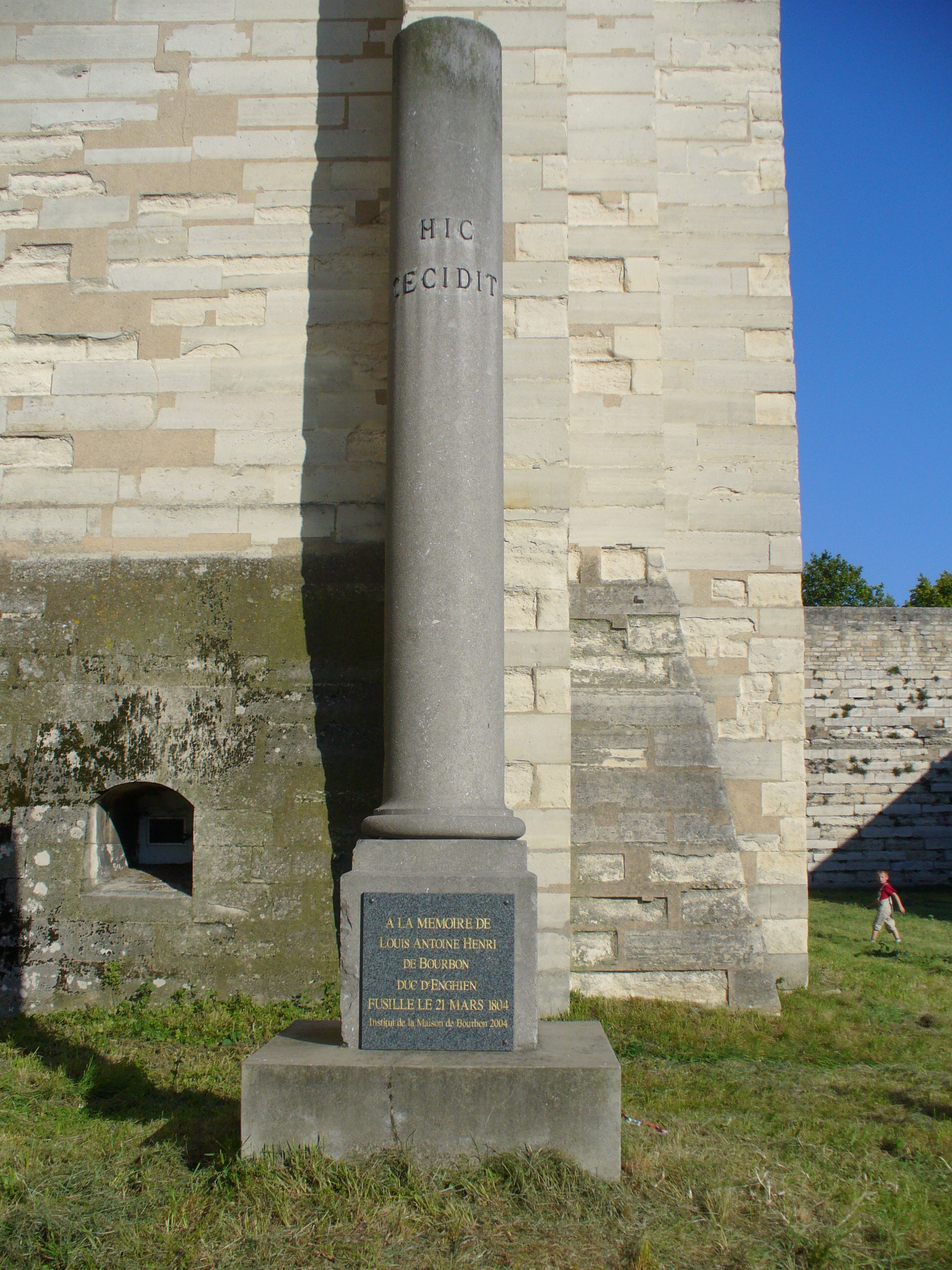
Il luogo dell'esecuzione del duca d'Enghien nel fossato del castello di Vincennes.

I giudizi dei tribunali militari all'epoca non erano suscettibili né di appello né di cassazione e le sentenze divenivano immediatamente esecutorie. Il colonnello Barrois fu l'unico membro del tribunale a chiedere la sospensione dell'esecuzione. Verso le tre del mattino, il duca venne condotto davanti al plotone d'esecuzione, composto da otto uomini. Un ufficiale della gendarmeria d'élite lesse l'atto di accusa, il duca d'Enghien chiese di incontrare Napoleone Bonaparte, ma l'ufficiale gli rispose che questo non era possibile. Il duca insistette e chiese di scrivergli allora, ma l'ufficiale oppose il medesimo rifiuto.
Infine il duca chiese di comandare personalmente gli uomini del plotone, ma anche quest'ultima cosa gli venne rifiutata. Disse: "Come è spaventevole morire per le mani dei francesi!", e dopo questa frase l'ufficiale Savary diede l'ordine del fuoco, ma il duca fece in tempo a dire al plotone d'esecuzione "Mirate al cuore!". Il duca cadde sotto i colpi dei fucili ed il suo corpo venne sepolto in una fossa scavata appena dietro di lui. Sulla sua tomba rimase solo Molihoff, il cane carlino del duca.
Nel 1816 Luigi XVIII fece esumare il corpo del duca d'Enghien e lo fece deporre nella Sainte-Chapelle del castello di Vincennes. La tomba monumentale venne affidata nel progetto a Pierre Louis Deseine, e verrà completata solo nel 1825. La tomba venne trasferita in un piccolo oratorio laterale (detto "Oratoire du roi") nel 1852 per ordine di Napoleone III.

## Conseguenze

### Il complotto
Pichegru si suicidò poco dopo, in prigione, e Cadoudal venne ghigliottinato con undici complici il 25 giugno 1804. Prima della sua esecuzione questi dichiarò al pubblico presente: "Volevamo fare un re, abbiamo fatto un imperatore".

### Politica
In realtà non vi erano state prove per la partecipazione del duca all'attentato a Napoleone di qualche mese prima. Dice a tal proposito lo storico Jacques Bainville: 
 Sempre Jacques Bainville riporta: 
.

Il deputato del dipartimento della Meurthe, Antoine Boulay disse a proposito del giudizio espresso dal tribunale: 
 Il nome di Boulay era all'epoca poco conosciuto al grande pubblico, e qualcuno attribuì questa frase nel tempo ora a Fouché, ora a Talleyrand.
Con la Restaurazione, nel 1814, Talleyrand fece sparire tutti i documenti ufficiali sul processo.

### Dipinti
L'esecuzione venne immortalata almeno in tre dipinti, ovviamente postumi, uno dal titolo Le duc d'Enghien dans les fossés de Vincennes uno dal titolo La Mort du duc d'Enghien di Jean-Paul Laurens, l'ultimo nel dipinto Le duc d’Enghien face au peloton d’exécution di Job

## Media
- La Mort du duc d'Enghien en 1804, è un film di Albert Capellani del 1909, con Georges Grand nel ruolo del giovane principe.
- La morte del duca d'Enghien e le sue conseguenze sono rappresentate nella miniserie televisiva Napoléon del 2002.